# غاياب (فلم هندي)
غاياب (بالعربية: الاختفاء) هو فيلم خيال علمي هندي صدر في يوليو عام 2004، وهو من بطولة أنتارا مالي و توشار كابور وأن وجه رام غوبال فارما.

## عن الفيلم
يسلط الفيلم الضوء عن شاب بسيط يتعرض للإهانة والسخرية من الجميع بسبب سداجته وبرائته، كما أن اشغله الشاغل حبه لفتاة لا تعيره اهتماما، ففي أحد الليالي تعرض للسخرية من صديق له وانزعج كثيرا فقرر الذهاب الشاطئ ليستريح ويطلب القوة من الإله، ولما عاد لمنزله وجد نفسه أنه غير مرئي، أي أنه مختفي، من هنا تبدأ قصة انتقامه من من سخرو منه وحاول التقرب من الفتاة التي يحبها (موهيني).

## الممثلين
- أنتارا مالي: في دور موهيني

## روابط خارجية
- مقالات تستعمل روابط فنية بلا صلة مع ويكي بيانات